# 四楞格子山城址
四楞格子山城址，位于中国吉林省梨树县孟家岭大河沿村，为一个省级文物保护单位，类型为古城址，公布时间为2007年5月31日。该文物保护单位由梨树县文管所管理。
四楞格子山城址的历史年代为新石器—金。